# أوما

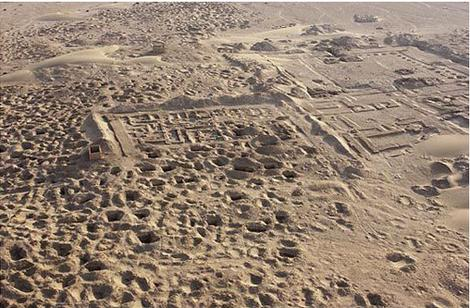
منظر جوي لموقع مدينة أوما الاثرية

أوما (بالسومرية: 𒄑𒆵𒆠) تُعرّف اليوم بـ تل جوخة، حاليًا، هي مدينة عراقية قديمة تعود إلى العصر السومري، سكنها السومريين والأكديين.

## الموقع
قام عالما الآثار الإنكليزيان ويليام لوفتوس وجون بونيت بيترس التابعين لجامعة بنسلفانيا بالقيام ببعض التنقيبات في عام 1885 فتم اكتشاف بعض الآثار لسلالة اوما تعود إلى عصر سلالة أور الثالثة، واكتشف بأنه كانت هناك مدينة على تل جوخة وهي مدينة اوما التي كانت مطلة على نهر دجلة في محافظة ذي قار (محافظة).

## التاريخ
عرفت مدينة اوما بعبادتها للاله إنانا، التي تم اخذها من الملك دوموزيد الراعي، وصلت المدينة إلى أوج عظمتها قبل حوالي 2275 ق م، عندما كانت تحت حكم لوغال زاغيسي، الذي حكم أيضا أور وأوروك، وثم أصبحت تحت حكم سلالة أور الثالثة.

## الصراع بين أوما ولكش
ازدهرت خلال عصر السلالات السومرية مدن سومرية كانت في الغالب تتصارع فيما بينها للسيطرة على بلاد سومر. وكانت الإمارات السومرية 18 ثمانية عشر مدينة في أسفل حوض الرافدين. هذه المدن هي .. إريدو -أور - لارسا - أوروك - بادتيبيرا - نينا - لكش - جيرسو - شوروباك - زابالا - أداب - نيبور - أيسن - ماراد - كيش - اكشاك - سيبار.
ذكر ملك كيش ميساليم 2600 قبل الميلاد، على نصب الصقور الذي اقامه إياناتوم ملك لكش - وفي كتابه على مخروط طيني - ل إنتيمينا - كحكم في الصراع الذي نشب بين مدينتي - لكش - و- اوما - المتجاورتين.
و - لكش - lagash - حاليا الهباء أو الهبة على بعد 30 كم شرق الشطرة - قرب الدواية - كان حاكمها أور نانشي نحو 2520 ق م - استطاع الاستقلال عن - اور - ولقب نفسه - ملك - قام ببناء معابد وحفر اقنيه وانهار. وتحدث عن معارك خاضها ضد ملوك اور و- اوما -
ومن بعده سيطر - اياناتوم -2470 ق م - eanatum- على اور واوروك وكيش و-اوما - ووصل حتى ماري - قرب سوريا . ومن مخلفاته - نصب الصقور - الذي عثر عليه في حفريات—تللو - في القرن الماضي - يتحدث النقش عن العلاقات بين لكش واوما . ويذكر ان حاكم - اوما - جوخا - قرب الرفاعي - احتل منطقه مقدسه اسمها - جو ادينا - تابعه للاله نينجرسو - وقد قاتله ملك لكش وهزمه شر هزيمة - بعد ذلك اقسم حاكم - اوما - جوخا - اقسم ب سبعه الهه بعدم الاعتداء على منطقه جو ادينا . وفي حاله حنثه بقسمه فان الالهه ستعاقبه وتعاقب -اوما - جوخا - بشده.
تعتبر هذه أول معاهده في التاريخ حتى الآن كتب نصها ملك لكش على مدينه - اوما - المهزومه. أما اسباب الحرب كانت خلافات على الحدود.
اعتلى عرش لكش انتمينا entemena نحو 2430 ق م الذي حارب وانتصر على امير - اوما - جوخا - بسبب نقضه شروط المعاهدة واعتدائه على أراضي لكش.
بعد أن ضعفت قوه لاجاش . لم تنس - اوما - جوخا - هزيمتها السابقة وكانت تنتظر الفرصة المناسبة للثار لنفسها. وقد سنحت الفرصة بعد اجيال متعدده عندما اعتلى عرش لكش - الملك أوروكاجينا - نحو 2351-2342 ق م. الذي يعد أول مصلح اجتماعي في التاريخ.
قام اوركاجينا ملك لكش بإصدار اصلاحات ترفع الظلم والاستغلال عن الطبقات الضعيفه في المجتمع وحفر القنوات والانهر. ومنع اجبار الناس البسطاء على بيع ممتلكاتهم كالأراضي والبيوت. إلى المتنفذين وكبار الموظفين . وحرر سكان لكش من الديون ...؟ والغى زواج المراه من رجلين ...؟ وحمى الارامل والايتام. واحل الحرية حتى لا يظلم القوي اليتيم والارمله . وكان حاكما حريصا على الفقراء. لكن لم يدم حكمه سوى عشره اعوام .
ظهرت شخصيه قويه في مدينه - اوما - جوخا - هو - لوغال زاغيزي نحو 2350 قبل الميلاد، استغل ضعف - لكشقام بالهجوم على المدينة واحتلها ودمرها واحرق معابدها بعد أن نهب كنوزها. وقد اعتبر ذلك اثما كبيرا وماساويا بحق مدينه لكش . محملين الهه اوما مسووليه ذلك.
نص - حاكم اوما بما أنه دمر لكش. ارتكب اثما بحق نينجرسو. سوف تقطع اليد التي مدها عليه. لايوجد اثم ارتكبه اوروكاجينا ملك جيرسو عسى ان تجعل الالهه نيسابا لوكال زاكيزي امير اوما يحمل الاثم على رقبته.
ظهرت سلاله لكش الثانية موسسها - أور زبابا وحكم بعده الحاكم المشهور - كوديا [هل المصدر موثوق به؟] gudea - وقد ترك كتابات مهمه وتماثيل متعدده تظهر تقدم فني كبير واضح. من حجر الديورايت الأسود أو من الحجارة الصلدة تتحدث عن أعماله ومشاريعه العمرانيه. وكانت له علاقات تجاريه مع لبنان والبحرين- دلمون - وعمان - ماجان - وهكذا تبدو العلاقات التجارية والتبعية للدوله السومرية منذ آلاف السنين مع دول الخليج العربي ومناطق الجزيرة مع العراق القديم.. كما قام ب حفر الاقنيه واقام مشاريع الري، وازدهرت العلوم والفنون.